# Moritz Ulffers
Moritz Ulffers (* 15. Januar 1819 in Hamburg; † 16. März 1902 in Düsseldorf) war ein deutscher Maler, Zeichner und Lithograf.

## Leben
Moritz Ulffers, 1819 in Hamburg geboren, studierte von 1847 bis 1852 an der Düsseldorfer Kunstakademie unter Wilhelm von Schadow. Wie viele seiner Mitstudierenden unter von Schadow befasste er sich anfangs mit religiösen Motiven in der Historienmalerei. Später malte er Genreszenen und widmete sich alsbald besonders der Lithografie, die vor Erfindung der Fotografie, neben dem Holz- und Kupferstich, die einzige Art der Reproduktion von Gemälden war. Im Zuge des aufstrebenden Kunsthandels Mitte des 19. Jahrhunderts und der damit steigenden Nachfrage nach Kunstdrucken und Illustrationen schuf die Lithografie für die Maler der Düsseldorfer Malerschule weitere Absatzmöglichkeiten. Nicht nur eine Reihe von Düsseldorfer Betrieben und Verlagen bedienten die Medienproduktion und den -vertrieb, auch die Künstlerschaft spezialisierte sich auf Reproduktionen, um ihren Lebensunterhalt zu verdienen.
Ulffers war Mitglied im Künstlerverein Malkasten, und als Schadow sein 25-jähriges Dienstjubiläum an der Kunstakademie hatte, feierten ihn die Künstler des Malkastens im November 1851 mit einem Schadowfest. Zu diesem Anlass verehrten sie ihm ein Künstleralbum, das so genannte Schadow-Album. Moritz Ulffers war einer der 70 ehemaligen Schadow-Schüler, die hierfür eine Federzeichnung zur Verfügung stellten. Sein Blatt Das Urteil Salomonis wurde folgend beschrieben: „Der König auf hohem Throne sitzend, zu dessen Seiten seine Höflinge und Schriftgelehrten und zu dessen Stufen die beiden sich streitenden Mütter; links steht ein Henkersknecht, im Begriffe, das Kind zu töten.“
Ulffers war verheiratet mit Josephine, geborene Schneeloch. Um 1855 wohnte er in Düsseldorf in der Duisburger Straße Nr. 125. Im Oktober 1855 wurde der Sohn Friedrich Joseph Ulffers geboren. Danach zogen sie in die Jägerhofstraße Haus Nr. 27, einige Jahre später, im Jahr 1863, in das Haus Nr. 26. In der Periode seiner höchsten Schaffenszeit, um das Jahr 1865, folgte ein Umzug in die Goltsteinstraße Nr. 22.
1869 bat er den Maler und Initiator der Allgemeinen Deutschen Kunstgenossenschaft, Hermann Becker, um Fürsprache für einen Bildverkauf bei der Kölner Dombau-Verlosung, veranstaltet durch den Zentral-Dombau-Verein.
Am Wehrhahn (damals Werhahnen) fand er Mitte der 1870er Jahre seine nächste Wohnstätte im Haus Nr. 34, in welchem zu dieser Zeit auch die Maler Carl Hilgers und Emil Volkers lebten. Ab den 1880er Jahren wohnte er in der Adlerstraße, zuerst Haus Nr. 48, dann Nr. 63. In den 1890er Jahren wohnte er kurzfristig auf der Grafenberger Allee (damals Grafenberger Chaussee) Nr. 97. Dann zog er in die Rethelstraße Nr. 32 um. Zuletzt, nun schon 82 Jahre alt, zog er in die Wielandstraße Nr. 26.

## Werk

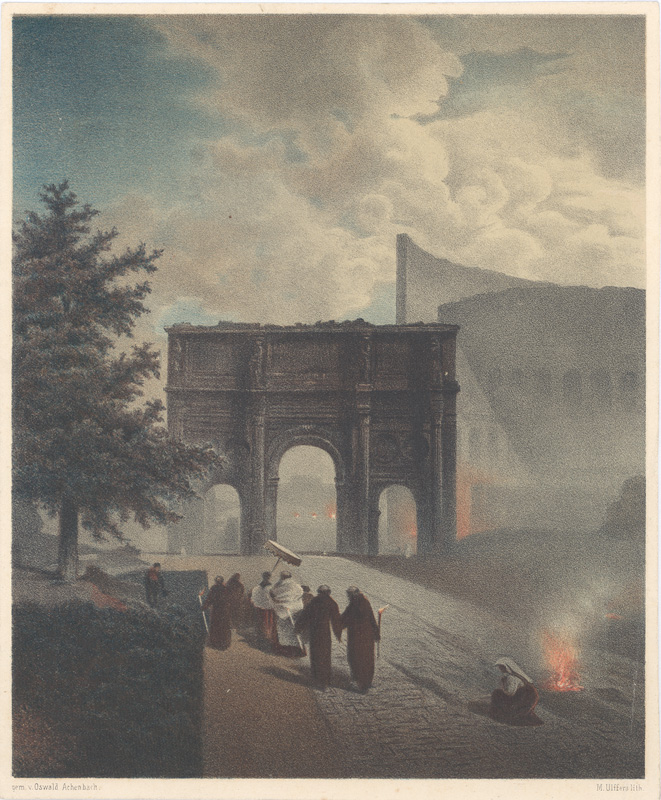
Der Konstantinsbogen bei Mondschein, Kreidelithografie nach dem Gemälde von Oswald Achenbach

Er malte erst Historien-, dann Genrebilder. Er entwickelte sich zum Meister der Steinzeichnung und fertigte Lithografien für namhafte Künstler seiner Zeit, darunter Hugo Crola, Oswald Achenbach, Christian Eduard Boettcher, Friedrich Hiddemann, Karl Joseph Litschauer, Alexander Michelis, Theodor Mintrop, Hubert Salentin, August Siegert, Adolf Schmitz, Adolph Tidemand. Für zahlreiche Verlage führte er Auftragsarbeiten aus, darunter für das „Deutsche Künstler-Album“' des Breidenbach & Co. Verlag in Düsseldorf, 1865 und 1866 für das „Düsseldorfer Künstler-Album“ bei Arnz & Comp. Er arbeitete für die Düsseldorfer Monathefte, im Jahr 1874 für Die Gartenlaube. Vermutlich hatte Ulffers auch Werbeanzeigen gestaltet, darunter 1879 die Anzeige für „Blatz’s Milwaukee Lager Beer“ der Valentin Blatz Brewing Company.

## Werke
- Der barmherzige Samariter, Ölgemälde[17]
- Ansicht von Dausenau an der Lahn mit Prozession am Ufer, Ölgemälde
- Der gute Samariter, Ölgemälde
- Die Wartburg, Farblithografie, nach Gemälde von Alexander Michelis[18]
- Sonntag Nachmittag, Lithografie nach Gemälde von Hubert Salentin, 1860
- Abschiede der Auswanderer und Was giebt es für Wetter?, Lithografien nach Gemälden von Adolph Tidemand, 1860
- Das unbegreifliche Wunder, Lithografie nach Gemälde von Friedrich Hiddemann, 1860
- Der Mutter Unterricht, Lithografie, nach Gemälde von August Siegert, 1860
- Der neue Schmiedelehrling, Lithografie, nach Gemälde von Hubert Salentin, 1860
- Die Krakeeler und Die Philosophen, Lithografien, nach Gemälden von Christian Eduard Boettcher, 1860
- Der Antrag, Lithografie nach Gemälde von Otto Erdmann, 1863[19](Digitalis der Universitäts- und Landesbibliothek Düsseldorf)
- Gang zur Beichte, in Die Gartenlaube, 1874, S. 399[20]
- Die Königs-Amme, Lithografie, nach Gemälde von Franz Wieschebrink (1818–1884)
- Glockenprobe, Lithografie, nach Gemälde von Karl Joseph Litschauer, 1865[21]
- Pagenstreiche, Lithografie, nach Gemälde von Karl Joseph Litschauer, 1866
- Loreley, Lithografie, nach Gemälde von Adolf Schmitz, in dem Düsseldorfer Künstler-Album, 1866
- Klosterkätzchen, Lithografie, nach Gemälde von Adalbert von Rössler (1853–1922), 1875[22]
- Industry, Lithografie, nach einem Gemälde von Theodor Mintrop
- Humility, Lithografie nach einem Gemälde von Laurenz Schäffer (1840–1904), Lithografie[23]
- Das Stiefkind, Lithografie nach einem Gemälde von Franz Wieschebrink (1818–1884)
- Die Ueberraschung, Chromolithografie in Hannchen und die Küchlein, nach Gemälde von Gustav Süs[24]
- Der Mönch vor Heinrich’s IV. Leiche, Lithografie, nach Gemälde von Alfred Rethel